# Miquel Cabanas i Alibau
Miquel Cabanas i Alibau (Barcelona, 10 de setembre de 1916 - Sant Cugat del Vallès, 13 de maig de 1995) fou un pintor, dibuixant i escriptor català.